# Cultura Upemba
La cultura Upemba es el nombre con el que se conoce una antigua cultura africana de unos pueblos que se habrían establecido en la depresión del Upemba —una región deprimida en la cuenca alta del río Congo formada por lagos y zonas pantanosas— y que a su vez formaría el Estado Luba. La región estaba ya ocupada por humanos en el siglo V a. C. , de lo que dan testimonio los restos arqueológicos que se han hallado.
Los habitantes de la cultura Upemba construyeron desde el siglo VI palafitos y ya conocían los metales, en particular el hierro, lo que se explica por el contacto que pudieron mantener con otras culturas. Su cultura fue mejorando gracias al comercio (en especial de aceite de palma y pescado seco), y ya a lo largo del siglo X son agricultores y comerciantes. Sus rutas comerciales llegaban hasta el océano Índico adonde exportaban sal y productos de hierro y donde tomaban vidrio y especias. La necesidad de almacenar agua para la estación seca les animó a construir diques para conservar el agua de los ríos que se desbordaban
Sobre la formación del Estado luba no existe certeza, puesto que los mitos se superponen a la historia, pero en ningún caso sería anterior al siglo XV.